# Émile Vercken
Émile Vercken, född 9 februari 1903, död 27 januari 1943, var en friidrottare från Belgien. Han deltog vid olympiska sommarspelen 1928.